# Антисемітизм
Антисеміти́зм  — одна з форм національної та релігійної нетолерантності та дискримінації, що виражається у неприязному або ворожому ставленні до євреїв як представників уособленої етнічної або релігійної групи; суспільна або державна ідеологія, або державна політика, спрямована на обмеження політичних та громадянських прав євреїв. Залежно від джерела антисемітизму — соціальних груп або держави — поділяється на побутовий, державний та расовий антисемітизм.
Попри назву, яка означає упередженість до всіх людей семітського походження, термін історично націлений лише на євреїв, частка яких не перевищує 5% від загальної кількості носіїв семітської мовної сім'ї.
Дотичним, але самостійним поняттям є антиюдаїзм — несприйняття релігії євреїв, юдаїзму.
Також часто помилково чи з метою маніпуляцій вживається щодо антисіонізму.

## Назва

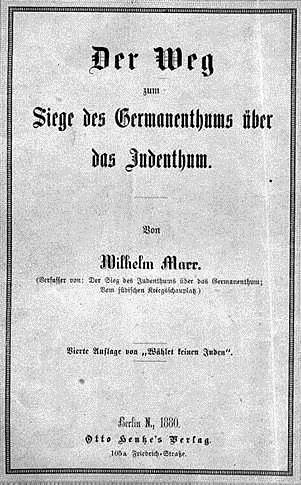
Брошура Вільгема Марра, в якій слово «антисемітизм» було вперше вжито в сучасному значенні

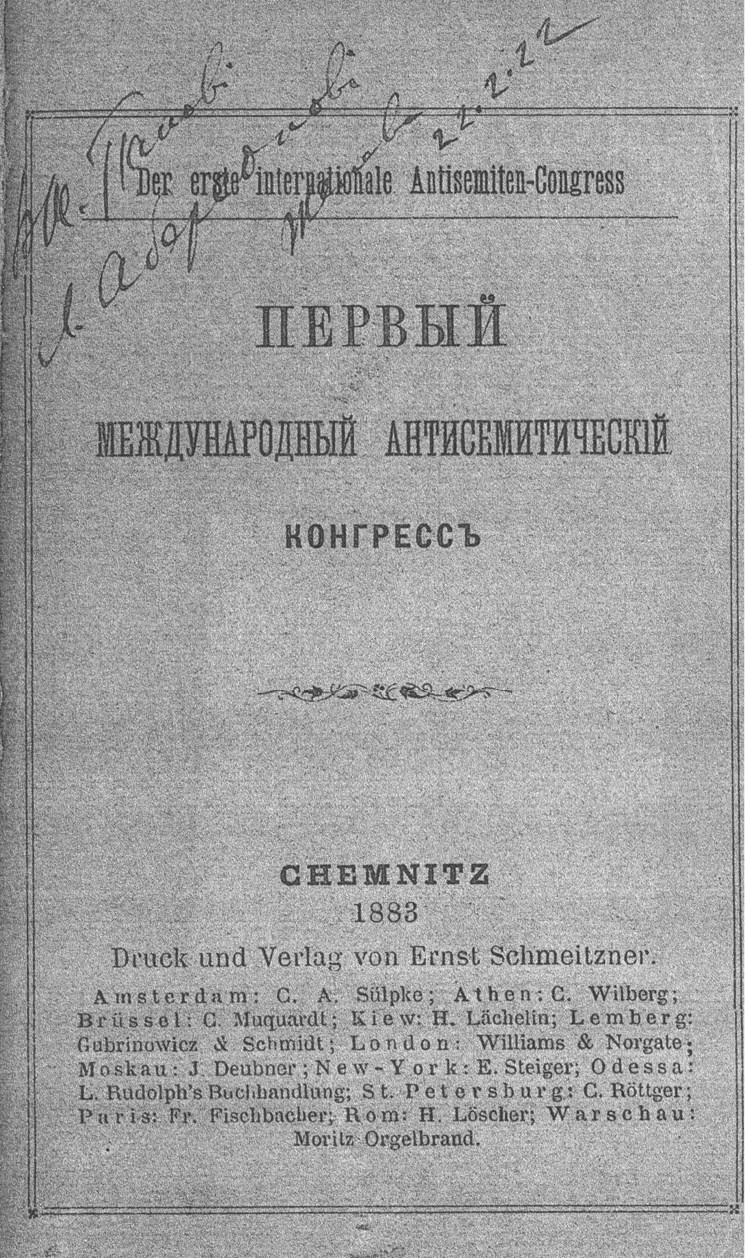
Обкладинка брошури Перший антисемітський конгрес, 1883

Термін «антисемітизм» в сучасному значенні вперше увів у вжиток німецький журналіст Вільгельм Марр 1879 року в брошурі «Перемога єврейства над германізмом» (нім. Der Sieg des Judenthums über das Germanenthum), що агітувала на користь партії «Антисемітська ліга». Втім Марр не був винахідником цього терміна — існує кілька задокументованих випадків уживання його з половини 19-го століття, а саме явище упередження і ворожості до євреїв існувало набагато раніше.

## Причини
Антисемітизм як форма ксенофобії характерний для суспільства або суспільних груп, послаблених внутрішніми проблемами, наслідком впливу яких є вороже, з острахом, ставлення до всього відособленого.
Антисемітизм як форма неприязного ставлення до євреїв характерний для розвинутих суспільств або суспільних груп.
У передмові до своєї праці «Антисемітизм у стародавньому світі» (Москва, Ленінград, 1922) єврейський історик Соломон Лур'є пише: «Всяку мислячу людину, що має чуття, повинно зацікавити питання про причини цього історичного явища (суспільного антисемітизму), украй важливого, хоча б унаслідок своєї багатовікової давності». Для Лур'є вже тоді було безперечно, що причина антисемітизму лежить у самих євреях, іншими словами, що антисемітизм — явище не випадкове, що його корінь є в різниці між духовною сутністю єврея і неєврея. «Шляхом самоспостереження (автор є представником єврейського племені) і вивчення навколишніх людей, мені вдалося дійти певних висновків стосовно питання про причини антисемітизму». І далі: «Я безумовно примикаю до тієї групи учених, які, виходячи з одного того, що скрізь, де тільки не з'являються євреї — спалахує антисемітизм, — роблять висновок, що антисемітизм виник не внаслідок яких-небудь тимчасових або випадкових причин, а внаслідок тих або інших властивостей, характерних єврейському народу».
До абсолютно ідентичних висновків приходить і інший єврейський вчений і письменник Лазар Бернар:

## Антисемітизм в античному світі
В античному світі мали місце вияви антисемітизму, переважно на ґрунті релігійного фанатизму:
- У книзі Буття (гл. 43,32) описується пригощання, подане царедворцем Йосипом, на якому були присутні і запрошені єгиптяни: «І подали йому особливо і їм особливо, і Єгиптянам, що обідають з ним особливо: тому що Єгиптяни не можуть їсти хліб разом з євреями; тому що це мерзота для Єгиптян». У псалмах вічно повертається один і той же мотив: «Ми зробилися сміховиськом у сусідів наших — наругою і осоромленням у тих, що оточують нас. (Пс. 79,4)».
- Діодор, римський антисеміт, історик і письменник (30 до Р. Х. — 20 по Р. Х.), повідомляє у своїй «Загальній історії», що друзі пануючого царя Антіоха (175—163 рр. до Р. Х.) радили йому цілком винищити юдеїв «оскільки серед всіх народів вони є єдиними, які не хочуть зближення ні з якими іншими народами і дивляться на всіх, як на своїх ворогів». Після вигнання їх з Єгипту, — розповідає антисеміт Діодор, — вони влаштувалися в області Єрусалиму і «утворивши єврейський народ, передавали йому по спадку ненависть до гоїв».
- Сенека (4 до Р. Х. — 65 по Р. Х.), один з найзначніших філософських письменників стародавнього Риму та переконаний антисеміт: — «Звичаї цього злочинного народу (юдеїв) настільки зміцнилися, що широко розповсюджуються у всіх країнах; переможені нав'язали свої закони переможцям».
- Багато писав про людиноненависництво і інші негативні риси юдеїв римський історик та антисеміт Тацит (55 — 120 по Р. Х.). У п'ятому томі своєї Історії Тацит пише: «Доки ассирійці, мідійці і перси володіли Сходом — юдеї були частиною їх підлеглих, яка найбільш зневажалася. Після того, як влада перейшла в руки македонців, цар Антіох зробив спробу знищити їх марновірства і ввести серед них грецькі звичаї, щоб перевиховати цей огидний народ».

Загальне презирство і ненависть до євреїв також представлені у писаннях арабських і перських учених старовини:
- Ще яскравіше виступає . Цілий ряд місць у Корані характеризує відношення до євреїв Магомета. «Через несправедливість їхню, ми заборонили євреям дещо те, що раніше було їм дозволено, тому що вони далеко відсторонилися від релігії Божої і займалися лихварством, що їм заборонене, і незаконно поглинули майно інших людей», читаємо ми в Корані, в 4-му розділі відділу Зуре. І далі: «Ти ніколи не повинен втомлюватися викривати їх (юдеїв) обмани. Вони обманщики майже всі без винятку».
- Адб-аль-квадір аль-жиляні (545 по Р. Х.): «Юдеї, які живуть розсіяними у всьому світі, але усі міцно тримаються один за одного, — хитрі, повні ненависті до людей і небезпечні істоти, з якими треба поводитися, як з отруйною змією, оскільки якщо дозволити їй хоч би на мить підняти голову, вона неодмінно укусить, а укус її, безумовно, смертельний».[6]

У християнському світі прояви антисемітизму були пов'язані, в тому числі, з християнським антиюдаїзмом та звинувачення євреїв в боговбивстві. Починаючи з ворожого по відношенню до євреїв едикту імператора Костянтина (313 р)

## Історія

### Європа
Разом зі зростанням впливу Церкви у світі зростало і «навчання презирства» до юдеїв, що призводило до соціальної дискримінації євреїв як носіїв юдаїзму, кривавих наклепів, погромів, які відбувалися з благословення Церкви, а також погромів, інспіровані безпосередньо Церквою. Одними з найперших поплічників антиюдаїзму при цьому були самі євреї-вихрести.
- IV Латеранський собор (1215) зажадав від євреїв носити на одязі спеціальні розпізнавальні знаки або ходити в особливому головному вбранні.
- У XVI столітті, спершу в Італії (папа Павло IV), потім і в усіх країнах Європи євреям було наказано жити в особливих кварталах — гетто, які відокремлювали їх від решти населення. У цю епоху особливо лютував клерикальний антиюдаїзм, який відбивався, перш за все, в церковних проповідях.

#### Україна
На території України першими відомими виявами антисемітизму були погроми 1113 року у Києві та вигнання єврейського населення з міста за князівства Володимира Мономаха.
Від 1495 до 1503 рік євреям заборонялося жити у Литві, до складу якої входила більшість українських земель.
Економічний і соціальний конфлікт між українським селянством та єврейством, яке користувалося величезними привілеями, наданими шляхтою Речі Посполитої, такими як оренда й управління шляхетськими господарствами і навіть православними церквами, монополія та повний контроль над виготовленням та реалізацією алкоголю і збір та запровадження різноманітних податків, вилився у жорстоку відплату під час Визвольної війни під проводом Богдана Хмельницького. Те саме повторилася під час Коліївщини у 1768 році. У порівнянні з українським селянством, євреї у своїх мінімальних правах прирівнювались до дрібної шляхти та вільних містян; євреї не могли потрапити у кріпацтво через борги. Протягом певного історичного часу перебування в Речі Посполитій євреї користувались широким власним общинним самоврядуванням — радою чотирьох земель (Ваад чотирьох земель).
Після 1654 року роздмухування антисемітизму в Україні стає одним з напрямів державної політики Росії: обмеження євреїв на вільний вибір місця проживання, заборона купувати землю, обіймати офіцерські посади, перебувати на державній службі, встановлення відсоткової норми прийому до середніх та вищих навчальних закладів, фальшиві звинувачення у ритуальних вбивствах (типовий приклад — справа Бейліса 1911—1913), заохочування організацій антисемітського напряму («Союз русского народа» та інші). В Росії царизм створив так звану смугу осілості — територію, поза якою не дозволялось проживати євреям. Пізніше було створено «смугу в середині смуги». Мається на увазі заборона євреям купувати нерухомість в сільській місцевості та поселятися там. В 1869 р. в Російської імперії за державний рахунок була опублікована «Книга кагалу», яка сприяла поширенню антисемітизму.
Найжорстокішим проявом антисемітизму були погроми 1881—1882 та 1903—1905 років у багатьох містах України. Переважна частина української та російської демократичної інтелігенції засуджувала антисемітизм, на початку XX століття боротьбу проти нього вели соціал-демократи. На західноукраїнських землях антисемітизм традиційно мав менше поширення. Іван Франко у своїй статті «Семітизм і антисемітизм в Галичині» приходить до висновку, що антисемітські настрої у австрійській Галичині все-таки головним чином були викликані привілейованим економічним становищем галицьких євреїв та їхньою превалюючою участю в економічній експлуатації польської та руської (української) людності.
У роки Української революції 1917—1921 і Громадянської війни в Росії антисемітизм знову проявився в масових погромах, учинених формуваннями передусім Добровольчої та Червоної армій, окремими частинами Армії УНР і повстанськими селянськими загонами. Слід відзначити при цьому, що антисемітизм значною мірою провокувався самими євреями внаслідок їхньої широкої участі в комуністичному (більшовицькому) русі, в боротьбі проти УНР на боці російської Червоної армії і особливо в каральних органах інтервентів, зокрема ЧК і продзагонах.
Кінець 20-х років характеризувався зростанням антисемітизму, що було пов'язано з участю євреїв в комуністичному (більшовицькому) русі та непом. У 1927—1931 роках в СРСР було проведено роз'яснювальну кампанію проти антисемітизму.
В 1941, на початку радянсько-німецької війни хвиля єврейських погромів прокотилась населеними пунктами Східньої Польщі, Західної Білорусі та України, зокрема відбувся єврейський погром у Єдвабному та погром у Львові. Як пишуть польські історики, у цих погромах на євреїв була покладена колективна відповідальність — єврейські погроми здіснювало місцеве населення за масову співпрацю частини польських євреїв з НКВД та іншими радянськими органами.
Під час Другої світової війни територія України стала ареною здійснення гітлерівським режимом геноциду проти євреїв.
У 1948—1953 роках антисемітизм стає елементом сталінської політики (цькування «безрідних космополітів», «справа лікарів»).
У 60-ті роки державний антисемітизм набув прихованих форм (антисіоністська пропаганда, «економічні процеси» з явним етнічним наголосом, кадрова політика).

#### Франція
У Франції з провокаційною метою організовано справу Дрейфуса.

## Сучасність

### Німеччина
Антисемітизм був складовою частиною офіційної нацистської ідеології в гітлерівській Німеччині. За період 1933—1945 внаслідок здійснюваного нацистами геноциду (див. також Голокост) загинуло близько 6 млн євреїв — в концентраційних таборах, гетто, під час таких акцій, як масові розстріли у Бабиному Яру (Київ), або придушення повстання у Варшавському гетто. Причому, переслідувань та нищення зазнали в тому числі євреї з єврейських нацистських організацій, таких як «Шварцес фенляйн» («Чорний загін»).

### Палестинський та арабський антисемітизм
Після Другої світової війни, створення Ізраїлю в 1948 викликало палестинський і загалом арабський антисемітизм. У Європі, США, а також в мусульманських країнах, антисемітизм існує і пропагується неофашистськими групами. Малазійський лідер Махатхір Мохамад в 2012 році заявив: «євреї керують світом через проксі».
Після нападу ХАМАС на Ізраїль 7 жовтня 2023 року та початку війни між Ізраїлем і ХАМАС у всьому світі стався сплеск антисемітизму в мусульманському світі і не тількі, у багатьох містах різних країн пройшли стихійні акції проти єврейського населення. Всесвітня сіоністська організація заявила, що кількість проявів антисемітизму порівняно з 2022 роком зросла у всьому світі на 500%.

### Україна

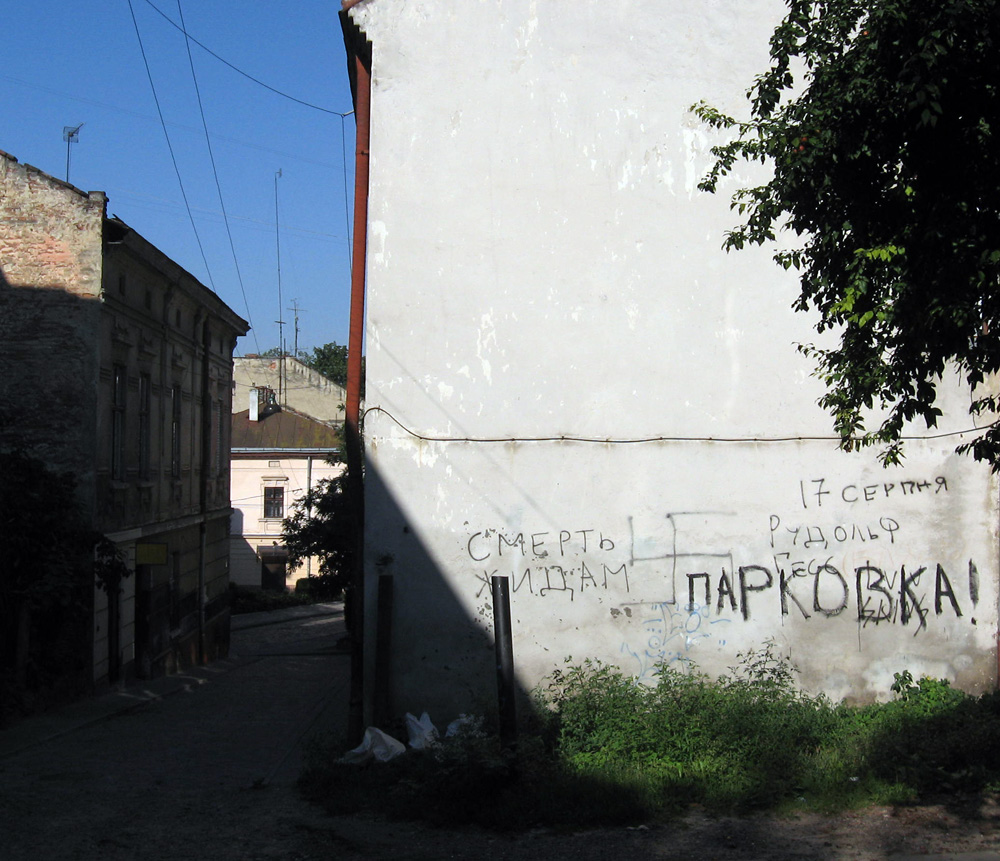
Графіті у Львові (Україна)

Після розпаду СРСР у незалежній Україні трапляються окремі прояви антисемітизму, які засуджуються деякими політичними силами держави.
У 2014 році антисемітські настрої демонстрували лідери самопроголошеної Донецької народної республіки.

## Боротьба
Для боротьби з антисемітизмом євреями була створена Антидифамаційна ліга.

### Антисемітські тези
Антидифамаційна ліга склала ряд тез, які на думку її творців, є антисемітськими. На основі них складаються опитування і вираховується рівень антисемітизму в країні.
1. Євреї більш лояльні до Ізраїлю ніж до країни, де вони проживають[18];
2. Євреї мають забагато влади у світі бізнесу[18];
3. Євреї мають забагато влади на міжнародних фінансових ринках[18];
4. Євреї досі забагато говорять про те, що сталося із ними в Голокості[18];
5. Євреям байдуже, що відбувається з іншими; їх турбують лише свої[18];
6. Євреї мають забагато впливу на всесвітні справи[18];
7. Євреї мають забагато впливу на уряд США[18];
8. Євреї вважають себе кращими за інших людей[18];
9. Євреї мають забагато впливу на всесвітні ЗМІ[18];
10. Євреї відповідальні за більшість війн світу[18];
11. Люди не люблять євреїв через те, як євреї поводяться[18];